# Ligament métatarsien plantaire
Les ligaments métatarsiens plantaires (ou ligaments inter-métatarsiens plantaires) sont  trois ligaments des articulations intermétatarsiennes. Ils sont tendus entre les bords plantaires des bases des quatre derniers métatarsiens.